# Pezzo-fok
A Pezzo-fok (olasz nyelven Punta Pezzo) Olaszország Calabria régiójának Szicíliához legközelebb fekvő földnyelve a Messinai-szorosban. Területe ma Villa San Giovannihoz tartozik. A Pezzo-fokon álló világítótorony az 1950-es években épült és 23 magas. Fénye 18 tengeri mérföld távolságról látható.

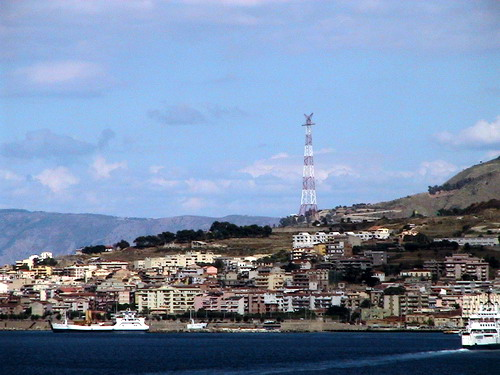
Pezzo és a beépített Pezzo-fok